# Juan de Roelas

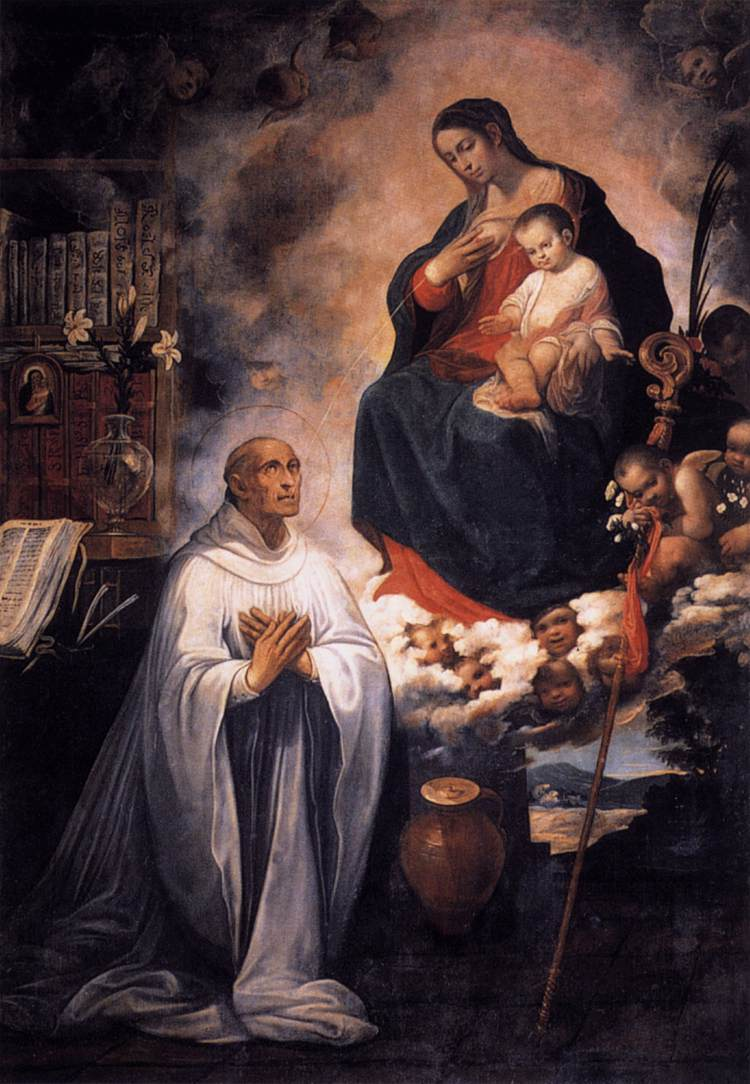
Visão de São Bernardo

Juan de Roelas ou Juan de las Roelas ou Juan de Ruelas ou Juan de Ruela (Flandres, em torno de 1570 - Olivares, 1625) foi um pintor flamengo ativo em Valladolid, Sevilha e Madrid, onde jogou um papel importante na introdução das formas naturalistas.

## Obras
- Circuncisión (1606)
- el Martirio de San Andrés (1606) (Museu de Sevilha)
- Santiago na Batalha de Clavijo (1609)
- a Piedade (1609)
- a Libertação de São Pedro (1612)
- el Tránsito de San Isidoro (1613)